# Maarten Breckx
Maarten Breckx (Wilrijk, 14 april 1985) is een Vlaamse sportjournalist en anchorman bij VTM NIEUWS. Daarnaast presenteert hij ook wedstrijden van de Rode Duivels en de UEFA Champions League op Q2 en Stadion op VTM. Breckx begon als journalist bij ATV.
Breckx bracht verslag uit voor VTM NIEUWS over de Tour de France in 2011 en 2012, het WK voetbal in Brazilië en het EK voetbal in Frankrijk. Tevens was hij te zien als verslaggever in het Nederlandse programma Voetbal Inside. Breckx geeft ook wekelijks duiding over sportevenementen op de radiozenders Q-music en Joe. In 2016 was Breckx te zien in het televisieprogramma Boxing Stars. 
In 2017 en 2018 presenteerde Breckx het Gala van de Gouden Schoen op VTM samen met Birgit Van Mol. In 2019 en 2020 werd het duo versterkt door Niels Destadsbader. Sinds 2021 presenteert Breckx het gala met collega-sportanker Lies Vandenberghe en voormalig Gouden Schoen Gilles De Bilde.

## Privé
Breckx is sinds september 2018 gehuwd met zijn collega-journaliste Lies Vandenberghe. Het koppel heeft samen twee zonen.